# قرار مجلس الأمن التابع للأمم المتحدة رقم 203
قرار مجلس الأمن التابع للأمم المتحدة رقم 203، الذي اعتمد في 14 مايو 1965، في مواجهة تزايد عدم الاستقرار، وتطور الحرب الأهلية واحتمال التدخل الأجنبي في جمهورية الدومينيكان، وطالب المجلس بوقف صارم لإطلاق النار، ودعا الأمين العام لإرسال ممثل إلى جمهورية الدومينيكان لتقديم تقرير إلى المجلس بشأن الوضع الحالي.
تم تمرير القرار بالإجماع.